# 地球ゴマ

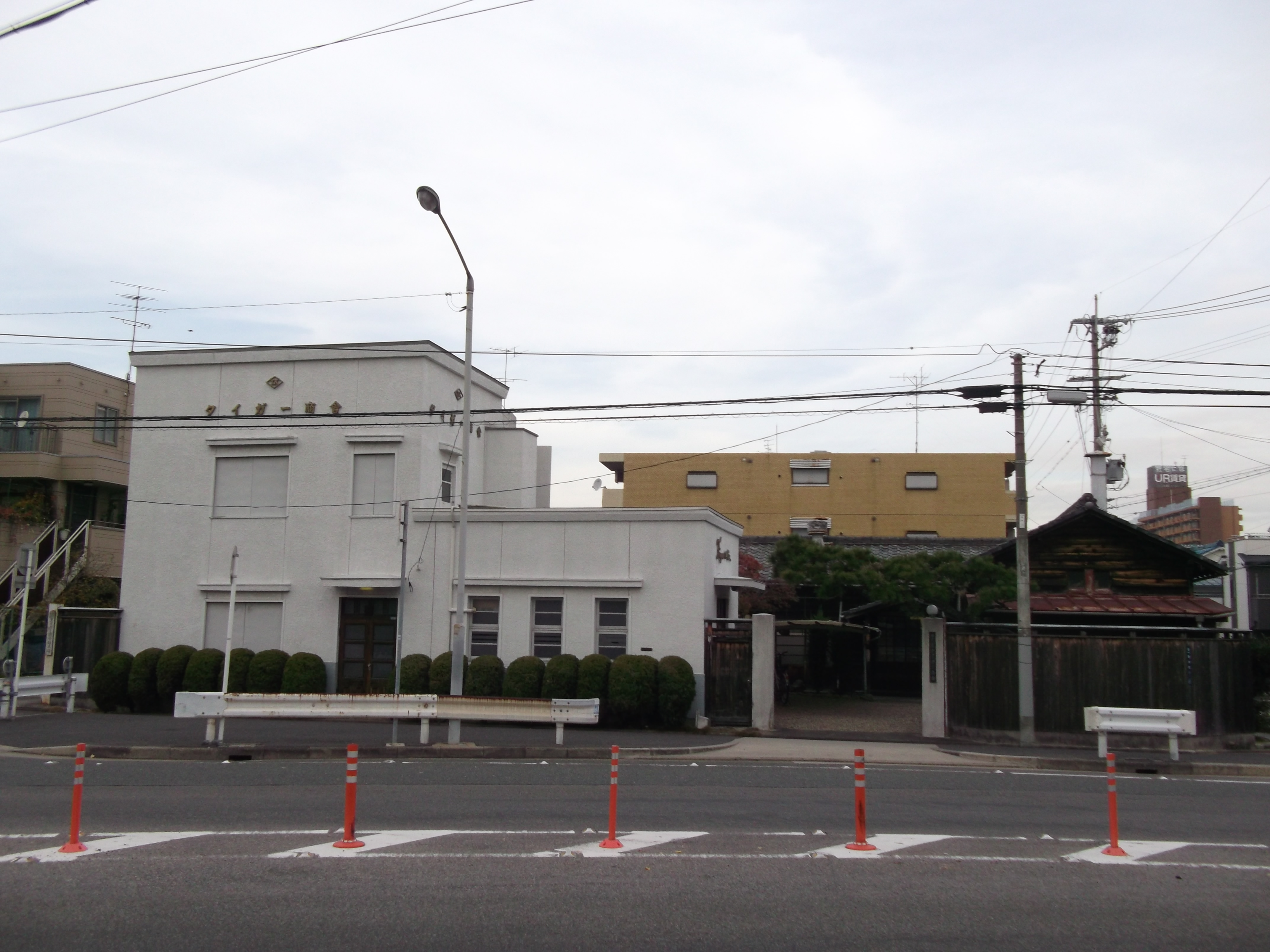
ありし日のタイガー商会

地球ゴマ（ちきゅうゴマ）とは、ジャイロ効果の原理を応用した科学玩具。2015年に廃業した株式会社タイガー商会の主力製品だった。

## 原理
独楽（こま）の原理である、

地球ゴマの動き

1. 円盤が高速で回転運動を行っている間は、外部から力が加わらないかぎり回転軸の向きが常に一定不変に保たれる。
2. 回転軸にいったん外力を加えると、その加えた力とは直角（垂直）の方向へ回転軸が移動する。

という二つの特性はジャイロ効果と呼ばれる。通常の独楽は、全体が回転しているため、回転を止めずに本体に触ることが難しい。だが地球ゴマは回転する円盤部分と軸が分かれているため、軸を傾けたり、綱渡りをさせたりなどが容易にできるようになっている。
なお、地球ゴマの重力下で支えられている時の運動（画像参照）は、地球の歳差運動によく似ている。地球ゴマは重力により軸を倒す向きに力を受けている。一方、地球の歳差運動は、地球が回転楕円体であるために軸を黄道面に垂直にしようとする向きに力を受けているために起こる。
ジャイロスコープやそれを応用した船舶や航空機のオートパイロット、船舶や航空機の横揺れを防ぐジャイロスタビライザーの仕組みなど分かりやすく説明できるため、全国の大学、高等専門学校、科学クラブなどで実験教材としても活用されてきた。

## 概要
地球ゴマは一般の独楽とは異なり、回転軸と円盤の周囲を保護枠で覆っている。すべて金属製であり、2015年廃業時には大きさ別に
1. 特大サイズNo. A - 外枠径63mm、対象年齢12歳以上、販売価格2,000円
2. 大サイズNo. B - 外枠径54mm、対象年齢9歳以上、販売価格1,600円
3. 中サイズNo. C - 外枠径47mm、対象年齢9歳以上、販売価格1,200円
4. 小サイズNo. D - 外枠径40mm、対象年齢6歳以上、販売価格1,100円
5. 特小サイズNo. E - 外枠径36mm、対象年齢6歳以上、販売価格900円

と5サイズ販売されていた。
1921年から発売された。1927年にはアメリカへ、ついで東南アジアやヨーロッパへ輸出され、戦後GHQ統治下ではPX（駐屯地購買部）での販売や輸出が許可されるなど、世界的にその名が知られるところとなった。日本国内では1960年代から1970年代にかけてが最盛期で、露天商による縁日・夜店での実演、テレビCMや雑誌広告などの媒体を通じて全国へ反響が広がっていき、一躍ブレイクした。その人気にあやかろうと宇宙ゴマ、太陽ゴマ、衛星ゴマ、サーカスゴマといった模造品や後発品が当時数多く出回ったものの消えていき、地球ゴマだけは残ってきた。
経営者や職人の高齢化および後継者の不在などから、2015年4月やむなく地球ゴマの生産を終了し、タイガー商会も廃業することが、2015年2月6日付の中日新聞、同2月17日付の日本経済新聞、同2月22日付の読売新聞、同3月2日付の東京新聞、同3月3日付の中央日報、同3月17日付の朝日新聞、同5月25日付の産経新聞、同6月12日付の毎日新聞など各メディアで報じられた。
その後、タイガー商会の元地球ゴマ職人が会社を興し、地球ゴマを超える新しい科学玩具の開発に取り組んでいると2016年3月22日付の読売新聞の記事が報じ、地球ゴマよりもデラックスな『地球ジャイロ』完成へとこぎつけた。

## 使用方法
芯棒上部の軸穴に紐（ひも）の一端を少し出る程度に通し、芯棒下部を指で回しながらその軸の中心に向けて紐をしっかりとかたく巻きつけていく。かたく巻きつけることが高速で回転する要となる。そして保護枠を片手で支えて持ち、もう片方の手で紐をすばやく引っ張ると円盤が高速で回転しはじめる。円盤の回転は速ければ速いほど長い間バランスよく安定し、この状態になると「ジャイロ効果」によって回転軸の向きを一定に保とうとする力が働くため、以下のような動きが可能になる。
- 軸の一端に紐を引っ掛けて吊り上げると、回転軸の向きを保ったまま倒れないで回転を続ける。
- 空中に傾斜させて張ったワイヤーの上を、回転軸が直立した状態で綱渡りさせることができる。
- 付属の回転台（D・Eサイズのみ無し）のほかに指先、ペン先、コップの縁などの上でも倒れず回転する。
- 回転力を保った状態で付属のプラケースの中に入れて角を立てると、ケースごと回転する。
- 地球ゴマを大小二つ用意し、横向けにした地球ゴマと直立した地球ゴマの同じ皿ネジ先端を連結させるとその状態で回転する。

### 使用上の注意
ただし玩具とはいえ精密さが命なので、取り扱いには慎重を要する。不用意に落として衝撃を与えたり、紐を斜めに傾けて力づくで引っ張ったり、芯棒の軸先に紐をからませたり、保護枠を握り曲げ変形させたりすると、精度やバランスに影響を与え性能をうまく発揮しない。紐がほぐれてきたら、そのほぐれたうちの一本を軸穴に通すか、透明接着剤で束を固めてやることで対処できる。もし紐が切れてしまった場合には軸穴に入る太さのタコ糸で代用すればよい。綱渡りは付属の紐でなしにワイヤーが望ましく、万一の落下防止のため衝撃を緩和するクッションを下に置くなどして万全を期したい。ときどき両ネジの軸受け内にスピンドルオイル（ミシン油）を注してやれば、回転がスムーズに潤滑して錆びつきや異音の解消になる。それでも異音が出続けるなど不調なときは、まず枠を振って軸先が中心にくるよう移動させ、その状態で軸先に隙間（遊び）があるようなら両端のネジどちらかをほんのわずか締め上げて微調整することで解決することもある。

## メディアへの登場など
- 1960年1月、岩波映像製作のたのしい科学教育映画シリーズ『コマの動き』（日本テレビで放映）に地球ゴマが登場した。
- 1962年6月、岩波映像製作のたのしい科学教育映画シリーズ『二本足のコマは立たない』（同上）に地球ゴマが再登場した。
- 1986年5月、林海象監督の映画『夢見るように眠りたい』にキャラクターとして地球ゴマ売りが登場した。
- 1989年、日本グッド・トイ委員会の選考により、地球ゴマが優良なおもちゃ「グッド・トイ」に認定された。
- 1989年3月、戸川純&上野耕路コンビによるゲルニカ (バンド)がリリースした3枚目のアルバム『電離層からの眼差し』に、同アルバムデザインを手がけた太田螢一の作品集『AMNESIA』収録の『地球ゴマ』という絵から想を練った『地球ゴマ』と題する楽曲がある。
- 2000年4月、朝日放送の番組『探偵!ナイトスクープ』で地球ゴマが紹介された。滋賀県の主婦が調査依頼したその内容とは、「購入した台湾製こまの解説書に2個のこまを重ねた技が図で載っていたが、そういう高度な技が本当にできるのかどうか調査してほしい」というものだった。さっそく探偵の長原成樹がタイガー商会へ出向き実験してみたが、図示された様に近いことは出来たものの、結果は「力学的に不可能」だった。
- 2000年8月、ORIGINAL LOVEがリリースした9thアルバム『ビッグクランチ』に、『地球独楽』『地球独楽リプライズ』と題する楽曲がある。
- 2000年10月に放映開始されたテレビアニメ『無敵王トライゼノン』には、異星人が建造した戦艦の動力源である回転体を見た主人公の少年が「何これ？地球ゴマ？」と驚き、「お前、歳いくつだ？」とツッコまれる場面が登場する。
- 2007年3月、三菱UFJ投信が地球ゴマの名を愛称にした「三菱UFJ資産設計ファンド〈愛称：地球ゴマ〉」を発売。ファンドが地球ゴマで昔遊んだ団塊の世代向けだったことから、同年に公開された映画『ALWAYS 続・三丁目の夕日』の封切りに合わせ、地球ゴマが優雅に宙を舞う劇場CMを全国79館で公開した。
- 2008年1月、フジテレビ系列の番組『平成教育委員会』の理科授業で地球ゴマを用いた実験が行われた。出題は「水平に2本の糸で吊るしたこまを高速に回転させ片方の糸を1本切ると、こまはどう動くか答えなさい」というもので、正解は「残った1本の糸の周りを回転運動し続ける」だった。
- 2009年8月、ラッパー・ECDがリリースした12枚目のアルバム『天国よりマシなパンの耳』に、『地球ゴマ Version 1』『地球ゴマ Version 2』と題する楽曲がある。
- 2010年1月、フジテレビ系列の番組『平成教育委員会』の理科授業で地球ゴマを用いた実験が行われた。出題は「傾いて軸の上端が円を描くように回っているこまを台ごと自由落下させ無重力状態にすると、こまはどうなるか答えなさい」というもので、正解は「すりこぎ運動が止まり、そのままの傾きで回転する」だった。
- 2010年9月、名古屋開府400年を機に、名古屋の埋もれた魅力や財産を市民みんなで再発見して未来へ伝えていこうという『埋蔵金発掘プロジェクト』（名古屋市主催事業、運営委員長は荒俣宏）が発足、応募のあった2230点の中から最終選考の結果、地球ゴマが魅力部門で「ありがたゃぁ魅力賞」に輝いた。
- 2010年11月、東急ハンズ名古屋店に新装オープンした「地球研究室」で、地球ゴマ全サイズ、ジャイロスコープ実験教材各種、単線ゴマ、オリジナルTシャツを特製木箱に収めた『地球ゴマ教材セット』が特別限定販売された（企画は東急ハンズ、完売）。
- 2011年10月、BS-TBSの番組『関口宏の昭和青春グラフィティ』の第30回放送「昭和の子どもの科学〜僕たちは不思議な遊びに夢中だった〜」で地球ゴマが紹介された。ノーベル物理学賞を受賞した小柴昌俊がゲスト出演し、地球ゴマの原理を科学的に解説した。
- 2012年1月、日本テレビ系列の番組『おしゃれイズム』新春60分スペシャルに出演した人気子役の鈴木福くんが、こま名人の地球ゴマ実演に驚きながらも興味津々、その地球ゴマをプレゼントしてもらった。そして同年11月、同局の番組『ハッピーMusic』で福くん自ら地球ゴマのわざを披露してみせた。
- 2012年5月、東海ケーブルチャンネルの番組『スピリッツ〜東海のタカラモノ散策〜』第2回で、「夢の先へ。回り続ける地球ゴマ。株式会社タイガー商会」が放送された。
- 2013年7月、東急ハンズが企画する「ハンズのモノ研 vol.3 ＜理。科学のすすめ＞」で、地球ゴマがサイエンスインテリアとして紹介された。
- 2014年10月、独立局系列のアニメ番組『SHIROBAKO』のオープニングと劇中アニメ『えくそだすっ！』第1話に地球ゴマが登場した。
- 2015年7月、浅草雑芸団が主催するイベント『永遠（とわ）に回れ 地球ゴマ！～科学見世物と縁日の科学～』が浅草・木馬亭で開催され、盛況のうち幕を閉じた。
- 2016年4月、TXN・BSジャパン等で放送されているテレビアニメ『妖怪ウォッチ』第116話「妖怪おくらいり」で地球ゴマさんというメインキャラクターのコマさんと地球ゴマを合成したような妖怪（声はコマさん同様、遠藤綾）が登場。「オラ絶対倒れないずら」と叫んだきり、お蔵入りとなった。
- 2021年8月、中京テレビ番組「復活！令和もお笑いマンガ道場」に漫画家・島本和彦が出演し、地球ゴマを題材に描く。そのエピソードが『吼えろペンRRR』（小学館）で描かれる。